# Идионов, Юрий
Ю́рий Идио́нов (латыш. Jurijs Idionovs; род. 2 декабря 1976, Рига) — латвийский футболист, полузащитник и тренер.

## Карьера
В возрасте 6 лет Юрий Идионов начал заниматься футболом в Рижской футбольной школе. Первая его профессиональная команда была «Гемма/РФШ», в составе которой он и дебютировал в Высшей лиге Латвии. Впоследствии Юрий Идионов играл за такие клубы, как «Квадратс», «Фламинко» и «Валмиера». В «Валмиере» он получил серьёзную травму, из-за которой в жизни Юрия Идионова появился футзал и пляжный футбол.
В 2000 году Юрий Идионов присоединился к «Ауде», с которой за 2 года пробился в Высшую лигу. В сезоне 2003 года играл в составе «Мультибанка», под руководством Андрея Карпова. В 2005 году Юрий Идионов играл в рядах новообразованного клуба «Олимп», а в 2006 году — за клуб «Рига».
Летом 2007 года Юрий Идионов вновь начал выступать за уже знакомую себе команду «Ауда», но далее в его футбольной карьере вновь наступило затишье. Очередное возвращение в большой футбол у Юрия Идионова состоялось в 2009 году, когда он был приглашён в «Юрмалу», которую на тот момент тренировал уже знакомый ему Андрей Карпов и в которой играл его друг Виктор Терентьев. В «Юрмале» он стал капитаном, а сам клуб в скором времени вышел в Высшую лигу.
Летом 2011 года Юрий Идионов из «Юрмалы» перешёл в «Ауду», а после ухода Игоря Степанова, в августе того же года, до конца сезона также исполнял обязанности главного тренера. 17 мая 2012 года Юрий Идионов был назначен на пост главного тренера «Ауды», после ухода Александра Елисеева. Однако, уже в сентябре того же года он покинул клуб «Ауда».